# Belgische Gouden Schoen 1977
De verkiezing van de Belgische Gouden Schoen 1977 werd in 1978 gehouden. Julien Cools won de voetbalprijs voor de eerste keer. De uitreiking vond plaats in een hotel in Antwerpen.

## De prijsuitreiking
Club Brugge werd in 1977 voor de tweede keer op rij kampioen en was op weg om er nog een derde landstitel aan toe te voegen. Onder trainer Ernst Happel was blauw-zwart uitgegroeid tot een Belgische en zelfs Europese topclub. Dat resulteerde begin 1978 in een derde Gouden Schoen voor de club. Middenvelder Julien Cools trad in de voetsporen van Fernand Boone en Erwin Vandendaele. Cools had de trofee te danken aan een sterk seizoen. De middenvelder viel op door zijn fysieke kracht en doorzettingsvermogen en werd door de pers beschouwd als de steunpilaar van trainer Happel. Daarom kreeg hij bij de uitreiking van de Gouden Schoen de voorkeur op Bruggelingen als Raoul Lambert, René Vandereycken en Ulrik le Fevre.
Grootste concurrent voor de Gouden Schoen dat jaar was Jean-Marie Pfaff, die met grote voorsprong de tweede ronde had gewonnen. Hij had echter in de eerste ronde slechts enkele punten gescoord, terwijl Julien Cools in de tweede ronde nog voldoende punten sprokkelde om Pfaff af te houden.

## Top 3
| Nr. | Land               | Naam             | Club(s)        | Punten |
| --- | ------------------ | ---------------- | -------------- | ------ |
| 1.  | Vlag van België    | Julien Cools     | Club Brugge    | 284    |
| 2.  | Vlag van België    | Jean-Marie Pfaff | KSK Beveren    | 220    |
| 3.  | Vlag van Nederland | Rob Rensenbrink  | RSC Anderlecht | 106    |

1954 · 
1955 · 
1956 · 
1957 · 
1958 · 
1959 · 
1960 · 
1961 · 
1962 · 
1963 · 
1964 · 
1965 · 
1966 · 
1967 · 
1968 · 
1969 · 
1970 · 
1971 · 
1972 · 
1973 · 
1974 · 
1975 · 
1976 · 
1977 · 
1978 · 
1979 · 
1980 · 
1981 · 
1982 · 
1983 · 
1984 · 
1985 · 
1986 · 
1987 · 
1988 · 
1989 · 
1990 · 
1991 · 
1992 · 
1993 · 
1994 · 
1995 · 
1996 · 
1997 · 
1998 · 
1999 · 
2000 · 
2001 · 
2002 · 
2003 · 
2004 · 
2005 · 
2006 · 
2007 · 
2008 · 
2009 · 
2010 · 
2011 · 
2012 · 
2013 · 
2014 · 
2015 · 
2016 · 
2017 ·
2018 ·
2019 ·
2020 ·
2022 ·
2023 ·
2024